# Вишиванка
Вишиванка (блр. вышыванка; укр. вишива́нка) јесте колоквијални назив за везену кошуљу која је део украјинске и белоруске народне ношње.
Украјинска вивишанка се разликује од других по специфичном везу који варира од региона до региона. Вивишанка није присутна у традиционалној руској женској ношњи.